# الان نيف
الان نيف (6 فبراير 1982 بفيدنسفيل في سويسرا - ) هو لاعب كرة قدم سويسري في مركز الدفاع. شارك مع منتخب سويسرا تحت 21 سنة لكرة القدم ومنتخب سويسرا لكرة القدم. أما مع النوادي، فقد لعب مع ريكرياتيفو ونادي أودينيزي ونادي بياتشينزا ونادي تريستينا ونادي زيورخ ونادي فينترتور ونادي يانغ بويز.

## مسيرته الكروية
لعب الان نيف خلال مسيرته الاحترافية مع 6 أندية في تسعة عشر موسمًا وسجل خلالها 33 هدفًا ضمن 481 مباراة. حيث فاز في ثلاثة مواسم بالكأس وفي موسم واحد بالدوري.
خاض الان نيف مسيرته مع نادي زيورخ في موسم 2001–02 في المرة الأولى ليلعب معه خمسة مواسم ثم في موسم 2013–14 ليلعب معه ستة مواسم، مشاركًا طوالها في 276 مباراة سجل خلالها 19 هدفًا. ثم انتقل إلى نادي بياتشينزا في موسم 2006–07 ولمدة موسمين، حيث شارك في 69 مباراة سجل خلالها 5 أهداف. لينتقل بعدها إلى نادي ريكرياتيفو في موسم 2008–09 لمدة موسم واحد، مشاركًا في 8 مباريات ولم يسجل أي هدف. ثم انتقل إلى نادي تريستينا في موسم 2009–10 لمدة موسم واحد، مشاركًا في 35 مباراة سجل خلالها هدفًا واحدًا. هذا وانتقل لاحقًا إلى نادي يانغ بويز في موسم 2010–11 واستمر معه طيلة ثلاثة مواسم، مشاركًا في 91 مباراة سجل خلالها 8 أهداف.

## روابط خارجية
- الان نيف على موقع الاتحاد الأوربي (الإنجليزية)
- الان نيف على موقع قاعدة بيانات كرة القدم.إي يو (الإنجليزية)
- الان نيف على موقع ناشيونال فوتبول تيمز (الإنجليزية)
- الان نيف على موقع Soccerway.com (الإنجليزية)
- الان نيف على موقع عالم كرة القدم.نت (الإنجليزية)
- الان نيف على موقع AS.com (الإسبانية)